# Nemesia pavani
Espèce
Nemesia pavani est une espèce d'araignées mygalomorphes de la famille des Nemesiidae.

## Distribution
Cette espèce est endémique de Toscane en Italie,. Elle se rencontre sur Montecristo.

## Description
Le mâle holotype mesure 15 mm et la femelle paratype 15 mm.

## Étymologie
Cette espèce est nommée en l'honneur de Mario Pavan.

## Publication originale
- Dresco, 1978 : Description de Nemesia pavani sp. nov., mygale nouvelle de l'île de Montecristo, Italie (Araneae, Ctenizidae). Pubblicazioni dell'Istituto di Entomologia dell'Università di Pavia, vol. 6, p. 1-14.